# Yaginumaella
Genre
Yaginumaella est un genre d'araignées aranéomorphes de la famille des Salticidae.

## Distribution
Les espèces de ce genre se rencontrent en Asie.

## Liste des espèces
Selon World Spider Catalog (version 25.5, 20/01/2025) :
- Yaginumaella aishwaryi Sunil Jose, 2013
- Yaginumaella armata (Jastrzebski, 2011)
- Yaginumaella curvata Li, Liu & Peng, 2024
- Yaginumaella dali Shao, Li & Yang, 2014
- Yaginumaella daweishan Wang, Mi, Li & Xu, 2024
- Yaginumaella erlang Wang, Mi & Li, 2024
- Yaginumaella flexa Song & Chai, 1992
- Yaginumaella hagiang Wang, Li & Pham, 2023
- Yaginumaella hyogoensis Bohdanowicz & Prószyński, 1987
- Yaginumaella lobata Peng, Tso & Li, 2002
- Yaginumaella longnanensis Yang, Tang & Kim, 1997
- Yaginumaella lushuiensis Liu, Yang & Peng, 2016
- Yaginumaella medvedevi Prószyński, 1979
- Yaginumaella moinba Wang, Mi, Li & Xu, 2024
- Yaginumaella orthomargina Shao, Li & Yang, 2014
- Yaginumaella pingbian Wang, Mi, Li & Xu, 2024
- Yaginumaella striatipes (Grube, 1861)
- Yaginumaella ususudi (Yaginuma, 1972)
- Yaginumaella wenxianensis (Tang & Yang, 1995)
- Yaginumaella zabkai C. Wang, Mi & Peng, 2023

## Systématique et taxinomie
Ce genre a été décrit par Prószyński en 1979 dans les Salticidae.

## Étymologie
Ce genre est nommé en l'honneur de Takeo Yaginuma.

## Publication originale
- Prószyński, 1979 : « Systematic studies on East Palearctic Salticidae III. Remarks on Salticidae of the USSR. » Annales zoologici, vol. 34, p. 299-369.